# Néos Kouvarás
Néos Kouvarás är en ort i Grekland.   Den ligger i prefekturen Nomarchía Anatolikís Attikís och regionen Attika, i den sydöstra delen av landet, 27 km sydost om huvudstaden Aten. Néos Kouvarás ligger 282 meter över havet och antalet invånare är 566.
Terrängen runt Néos Kouvarás är huvudsakligen kuperad, men åt nordväst är den platt. Néos Kouvarás ligger uppe på en höjd.  Närmaste större samhälle är Glyfáda, 17,8 km väster om Néos Kouvarás. 